# درخانه (ماسال)
درخانه ، روستایی از توابع بخش مرکزی شهرستان ماسال در استان گیلان ایران است.

## جمعیت
این روستا در دهستان حومه قرار دارد و براساس سرشماری مرکز آمار ایران در سال ۱۳۸۵، جمعیت آن ۲۴۷ نفر (۷۷خانوار) بوده‌است.